# Dicranota yanoana
Dicranota yanoana är en tvåvingeart som beskrevs av Alexander 1958. Dicranota yanoana ingår i släktet Dicranota och familjen hårögonharkrankar. Inga underarter finns listade i Catalogue of Life.